# Psammoecus marginatus
Psammoecus marginatus es una especie de coleóptero de la familia Silvanidae.

## Distribución geográfica
Habita en Sumatra.